# Иванцминда
Иванцминда (груз. ივანწმინდა) — село в Грузии, на территории Сачхерского муниципалитета края (мхаре) Имеретия.

## География
Село находится в центральной части Грузии, к югу от реки Квирилы, на расстоянии приблизительно 1 километра (по прямой) к юго-востоку от города Сачхере, административного центра муниципалитета. Абсолютная высота — 508 метров над уровнем моря.

## Население
По результатам официальной переписи населения 2014 года, в Иванцминде проживало 623 человека (317 мужчин и 306 женщин). В национальной структуре населения грузины составляли 99,7 %, абхазы — 0,15 %, греки — 0,15 %.
| Год  | Население, человек |
| ---- | ------------------ |
| 2002 | 559                |
| 2014 | ↗ 623              |